# بارق
بارق (به عربی: مدینة بارق)، شهری است کوهستانی در کشور پادشاهی عربستان سعودی، و در أقصی جنوب غربی واقع شده‌است.
کایتانی بر آن است که قبیلة بارق پس از ظهور اسلام بر شرک خود باقی‌ماندند. اما به نوشتة ابن سعد، در «عام الوفود» هیئتی از بارق نزد پیامبر اکرم صلی اللّه علیه وآله وسلّم آمدند و اسلام آوردند، و با پیامبر پیمان بستند. از همراهی این قبیله با مسلمانان در جنگ‌های نخستین اسلامی نیز شواهد فراوانی وجود دارد.

## آب و هوای بارق
بارقاز لحاظ آب دمای هوا در زمستان سرد، و تابستان معتدل است. حراره در تابستان معتدل و از ۴۰ درجه سانتیگراد تجاوز نمی‌کند. أما در زمستان حراره به ۱۸ درجه سانتیگراد، در آب‌ها بادهای موسمی که منشأ آن اقیانوس هند است، وباد دیگر که به نام (غربی) نزد مردم مشهوراست، ومنشأ آن دریای سرخ است، ظاهر وباران می‌بارد. در فصل پاییز در بارق میزان بارندگی افزایش می‌یابد.

## بزرگان و مشاهیر بارق
- عروة بن جعد بارقی.
- ام‌الخیر بنت حریش.
- حذیفة بارقی.
- سراقةبن مرداس بارقی: شاعر و اهل ذوق بود و بسیار به نزد پادشاهان می‌رفت و خوش سخن بود.
- معقر بارقی: از شاعران عرب دوران جاهلی بود.
- هرثمةبن عرفجهٔ بارقی: رجوع به هرثمة و اصحاب جزایر شود.
- عبداﷲ علی بن عبداﷲ بارقی:وی از عبدالله بن عمر (رض) روایت کرده. مجاهد گوید: علی ازد در رمضان در هر شب قرآن ختم می‌کرد.
- حیان بن ایاس بارقی ازدی: از صحابه بود و از ابن عمر (رض) روایت کرد و شعبه از وی روایت دارد.
- ابوالنصر عاصم بن هلال بارقی: از صحابه و امام مسجد ایوب سختیانی بود.
- عمروبن نعجة یشکری بارقی: وی از علی (ع) روایت کرد و ابواسحاق سبعی از او روایت دارد.